# Ferris Bueller's Day Off

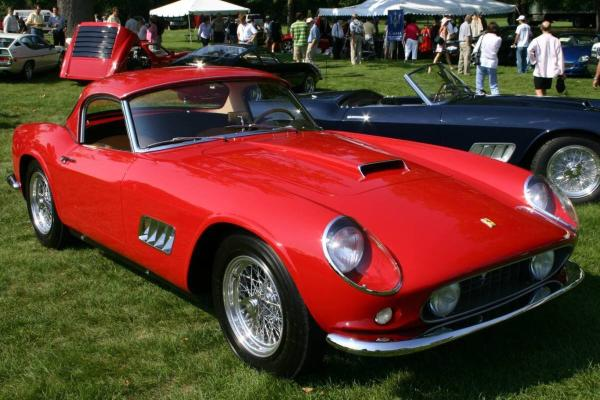
Un Ferrari 250GT California de 1961, como el que se muestra en la película.

Ferris Bueller's Day Off (Un experto en diversión en Hispanoamérica y Todo en un día en España) es una película estadounidense de 1986 escrita y dirigida por John Hughes.

## Argumento
Ferris Bueller se encuentra en su cama, supuestamente con mucha fiebre. Sus padres le creen y lo dejan solo en la casa, pero su hermana Jeanie no le cree, enfurece e intenta desenmascararlo.
Entretanto, en el colegio corre el rumor de que Ferris está MUY enfermo. Cameron Frye, el mejor amigo de Ferris, también se ausentó del colegio y está solo en su casa. Él le dice a Ferris que "se está muriendo", pero Ferris no le cree, por lo que le obliga a salir y tomarse un día libre.
Durante las clases, a Sloane Peterson, la novia de Ferris, le dicen que su abuela murió, por lo que se pone muy triste.
El director de la escuela, Ed Rooney, piensa que Ferris trama algo cuando recibe una supuesta llamada del padre de Sloane, aunque él piensa que es Ferris fingiendo ser el señor Peterson, así que le tiende una trampa, hasta que Ferris llama por otra línea -en realidad Cameron era quien fingía ser el señor Peterson-. El director le dice que puede ir a retirar a Sloane. Sin un auto en que ir, Ferris y Cameron se "ven obligados" a usar el Ferrari 250GT California de su padre, quien lo cuida mucho y, según Cameron, "ama a este auto más que a la vida misma". 
Al ir a buscar a Sloane, Ferris, disfrazado para que Rooney no lo pille, besa a su novia descaradamente a la vista de Rooney, que se siente indignado por las libertades que ciertos padres modernos se toman con sus hijas. Los tres se van a la ciudad de Chicago y dejan el auto en un estacionamiento en que Cameron no confía. Allí, el auto es usado por los dos jóvenes encargados del garaje para pasar, ellos también, un rato de diversión.
En Chicago deciden hacer de todo, por lo que primero se van a un elegante restaurante, en donde tienen una pequeña disputa con un señor del restaurante, que termina en otra típica llamada falsa de Ferris a la policía, lo que lo convence al Maitre para darles una mesa y todos los servicios.
Mientras, Rooney intenta desenmascarar a Ferris y lo va a buscar a la casa. Pero le pasan distintas cosas, como desde empantanarse y perder un zapato en el barro hasta una feroz pelea con el perro de la casa. Al ingresar, Jeanie lo encuentra "in fraganti" dentro de la casa y lo golpea, tras lo cual llama a la policía.
Ferris, Sloane y Cameron siguen el paseo y van a un museo de arte. Luego Cameron les dice que no han hecho nada interesante durante el día, por lo que Ferris se va al desfile de San Patricio, que se está celebrando en ese mismo momento, y canta "Danke Schöen" de Wayne Newton y "Twist and Shout" de The Beatles. Luego vuelven al estacionamiento, recibiendo el auto sin ningún daño. Pero Cameron entra en shock cuando se da cuenta de que el kilometraje subió atrozmente por la salida de los muchachos del garaje, tras lo cual se desmaya.
Mientras tanto, Jeanie termina en la estación de policía debido a que los uniformados creyeron que la llamada acusando a Roonie (quien se escapa por los pelos en muy mala condición) se trataba de una broma pesada. Demorada, se encuentra sentada junto a un drogadicto con quien habla poco, aunque luego se besan. La madre habla con el comisario para aclarar el malentendido justo cuando estaba a punto de firmar un importante contrato. Furiosa, se lleva a Jeanie a casa, mientras su padre también va llegando.
En un intento de sacar a Cameron de su estado de shock, lo llevan a la piscina de la casa donde, fatalmente, se cae y termina en el fondo sentado, haciendo que Ferris, desesperado, lo rescate. Luego Sloane y Ferris se dan cuenta de que Cameron se estuvo burlando de ellos porque todo el tiempo estuvo consciente y despierto. Para arreglar el asunto del kilometraje del auto, intentan "descontarlo" haciendo que el auto vaya en reversa, pero con una rueda libre apoyada sobre un cricket, pero esto no funciona. Cameron se enfurece, hace una catarsis violenta mientras les dice que está cansado de su padre y que lo va a enfrentar, le pega una patada en el frente al auto, el cricket cede y el auto sale para atrás y se cae por el alto ventanal al suelo, en el fondo de la casa de Cameron. Sin saber qué hacer, les dice a los chicos que hablará con su padre y se hará cargo de su vida y del maldito auto destruido.
Ferris y Sloane se despiden y se van. Al darse cuenta de que sus padres ya están en camino a casa, Ferris corre lo más rápido que puede hacia allí, intentando no ser descubierto. Al llegar, el director Rooney lo intercepta, sin embargo Jeanie llega a tiempo para salvar a Ferris, quien se mete con el tiempo justo a su habitación, exactamente cuando llegan a la casa sus padres bastante furiosos por Jeanie y sus tropelías.

## Reparto
| Actor                              | Personaje                                  | Notas                             |
| ---------------------------------- | ------------------------------------------ | --------------------------------- |
| Matthew Broderick                  | Ferris Bueller                             |                                   |
| Alan Ruck                          | Cameron Frye                               |                                   |
| Mia Sara                           | Sloane Peterson                            |                                   |
| Jeffrey Jones                      | Ed Rooney                                  |                                   |
| Jennifer Grey                      | Jeanie Bueller                             |                                   |
| Cindy Pickett                      | Katie Bueller                              |                                   |
| Lyman Ward                         | Tom Bueller                                |                                   |
| Edie McClurg                       | Grace                                      |                                   |
| Charlie Sheen                      | Muchacho en la estación de policía         |                                   |
| Ben Stein                          | Profesor de economía                       |                                   |
| Del Close                          | Profesor de inglés                         |                                   |
| Virginia Capers                    | Florence Sparrow                           |                                   |
| Richard Edson                      | Asistente de estacionamiento               |                                   |
| Larry Flash Jenkins                | co-pilot de asistente                      |                                   |
| Kristy Swanson                     | Simone Adamley                             |                                   |
| Lisa Bellard                       | Estudiante de economía                     |                                   |
| Max Perlich                        | Anderson                                   |                                   |
| Scott Coffey                       | Adams                                      | Acreditado como T. Scott Coffee   |
| Eric Saiet                         | Shermerite                                 |                                   |
| Jason Alderman                     | Shermerite                                 |                                   |
| Joey Garfield                      | Shermerite                                 |                                   |
| Kristin Graziano                   | Shermerite                                 |                                   |
| Bridgett Baron                     | Shermerite                                 | Acreditada como Bridgett McCarthy |
| Annie Ryan                         | Shermerite                                 | Acreditada como Anne Ryan         |
| Eric Edidin                        | Shermerite                                 |                                   |
| Brendan Baber                      | Shermerite                                 | Acreditado como Brendan Babar     |
| Tiffany Chance                     | Shermerite                                 |                                   |
| Jonathan Schmock                   | Chez Quis Maitre D'                        |                                   |
| Tom Spratley                       | Asistente de cuarto de hombres             |                                   |
| Dave Silvestri                     | Empresario                                 |                                   |
| Deborah Montague                   | Muchacha e Pizza Joint                     | Acreditada como Debra Montague    |
| Joey D. Vieira                     | Hombre piza                                | Acreditado como Joey Viera        |
| Louie Anderson                     | Repartidor de flores                       |                                   |
| Stephanie Blake                    | Enfermera cantante                         |                                   |
| Robert McKibbon                    | Hombre globo                               |                                   |
| Paul Manzanero                     | Cabeza de calabaza                         |                                   |
| Miranda Whittle                    | Muchacha en trampolin                      |                                   |
| Robert Kim                         | Det. Steven Lim                            |                                   |
| Dick Sollenberger                  | Político en desfile                        |                                   |
| Bob Parkinson                      | Ministro en desfile                        |                                   |
| Richard Rohrbough                  | Ministro en desfile                        |                                   |
| Edward Le Beau                     | Profesor de gimnasio                       |                                   |
| Polly du Pont Noonan               | Muchacha en bus                            | Acreditada como Polly Noonan      |
| DeeDee Rescher                     | Conductor de bus                           | Acreditado como Dee Dee Rescher   |
| Katie Barberi                      | Estudiante de economía                     | No acreditado                     |
| Kevin Bassett                      | Extra                                      | No acreditado                     |
| Tim Boxell                         | Hombre en MTV                              | No acreditado                     |
| Harry Caray                        | Locutor de televisión                      | Voz. No acreditado                |
| Joe DeBartolo                      | Empresario                                 | No acreditado                     |
| James Huffman                      | Muchacho en defile                         | No acreditado                     |
| John Hughes                        | Tipo corriendo entre taxis                 | No acreditado                     |
| Edward A. Klein                    | Extra                                      | No acreditado                     |
| Vlasta Krsek                       | Tocante de acordeón                        | No acreditado                     |
| Nancy Kusley                       | Muchacha                                   | No acreditado                     |
| Lockport Township High School Band | Banda marchante en desfile                 | No acreditado                     |
| Larry Lujack                       | WLS anunciador                             | Voz. No acreditado                |
| Lee Ann Marie                      | Fraulein' on Ferris' Float durante desfile | No acreditado                     |
| Joseph P. McDonnell                | Bailarín                                   | No acreditado                     |
| Robert Minkoff                     | Bit                                        | No acreditado                     |
| John Richard Petersen              | Espectador de desfile                      | No acreditado                     |
| John Bernard Ruane                 | Novio                                      | No acreditado                     |
| Jimmy Star                         | Espectador de desfile                      | No acreditado                     |
| Steve Stone                        | Locutor de televisión                      | Voz. No acreditado                |
| Ryan Talmo                         | Pequeño niño en desfile                    | No acreditado                     |
| Geoff Vanderstock                  | Oficial de policía en estación             | No acreditado                     |

## Influencia en la cultura popular
La banda de rock llamada Save Ferris toma su nombre de esta película, ellos fueron unos One-hit wonder quienes tuvieron el éxito de la canción titulada Come On Eileen.
Ferris Bueller's Day Off no fue la excepción y el cantante Aspen Bronx lanzó al mercado la canción Día de pinta donde el mismo reconoce en el sitio de Genius.com que esta película fue una de sus principales inspiraciones para crear la canción.
La escena poscréditos de la película Deadpool está basada en la misma escena final de esta película, rindiéndole tributo, ya que Ferris Bueller y Deadpool rompen la cuarta pared. Adicionalmente, en Spider-Man: Homecoming, la persecución que Peter Parker tiene con la camioneta del villano se parece a la que Ferris Bueller tiene en una parte de la película.
En la serie de Star+ Only Murders in the Building se hace mención de la película en el episodio 7: CoBro; según Charles (Steve Martin), Matthew Broderick le habría robado el papel de Ferris Bueller.

## Fechas de estreno mundial
| País                                                                          | Fecha de estreno                  |
| ----------------------------------------------------------------------------- | --------------------------------- |
| Alemania                                                                      | Jueves 18 de diciembre de 1986    |
| Argentina                                                                     | Jueves 26 de febrero de 1987      |
| Australia                                                                     | Jueves 14 de agosto de 1986       |
| Austria                                                                       | Viernes 19 de diciembre de 1986   |
| Bélgica                                                                       | Miércoles 17 de diciembre de 1986 |
| Belice · Costa Rica · El Salvador · Guatemala · Honduras · Nicaragua · Panamá | Miércoles 21 de enero de 1987     |
| Brasil                                                                        | Jueves 12 de febrero de 1987      |
| Chile                                                                         | Viernes 6 de marzo de 1987        |
| Colombia                                                                      | Jueves 29 de enero de 1987        |
| Dinamarca                                                                     | Viernes 26 de diciembre de 1986   |
| Ecuador                                                                       | Miércoles 18 de febrero de 1987   |
| Egipto                                                                        | Lunes 7 de diciembre de 1987      |
| España                                                                        | Jueves 5 de febrero de 1987       |
| Estados Unidos · Canadá                                                       | Miércoles 11 de junio de 1986     |
| Filipinas                                                                     | Miércoles 21 de enero de 1987     |
| Finlandia                                                                     | Viernes 12 de diciembre de 1986   |
| Francia                                                                       | Miércoles 17 de diciembre de 1986 |

| País                 | Fecha de estreno                   |
| -------------------- | ---------------------------------- |
| Grecia               | Jueves 18 de diciembre de 1986     |
| Hong Kong            | Sábado 21 de febrero de 1987       |
| Israel               | Viernes 10 de abril de 1987        |
| Italia               | Miércoles 15 de abril de 1987      |
| Japón                | Sábado 28 de febrero de 1987       |
| Líbano               | Viernes 29 de mayo de 1987         |
| Malasia              | Jueves 19 de noviembre de 1987     |
| México               | Miércoles 16 de septiembre de 1987 |
| Noruega              | Viernes 26 de diciembre de 1986    |
| Nueva Zelanda        | Viernes 22 de agosto de 1986       |
| Países Bajos         | Jueves 18 de diciembre de 1986     |
| Perú                 | Jueves 19 de febrero de 1987       |
| Portugal             | Viernes 27 de febrero de 1987      |
| Reino Unido Irlanda  | Viernes 13 de febrero de 1987      |
| República Dominicana | Jueves 7 de mayo de 1987           |
| Singapur             | Sábado 23 de mayo de 1987          |
| Sudáfrica            | Viernes 26 de diciembre de 1986    |
| Suecia               | Viernes 19 de diciembre de 1986    |
| Suiza                | Miércoles 17 de diciembre de 1986  |
| Tailandia            | Sábado 18 de julio de 1987         |
| Taiwán               | Sábado 24 de enero de 1987         |
| Uruguay              | Jueves 5 de marzo de 1987          |
| Venezuela            | Miércoles 4 de febrero de 1987     |